# 尼尔斯·福尔桑
尼尔斯·福尔桑（Niels Fuglsang，1985年6月29日—），是丹麦政治人物。他于2019年当选为欧洲议会议员，代表社会主义者和民主人士进步联盟党。他分別担任欧洲议会就业和社会事务委员会以及工业、研究与能源委员会会员。此外，他也是欧洲议会对华关系代表团代表成员。
福尔桑为哥本哈根大学政治學博士学位候选人。